# Marco Maggi
Marco Maggi (Venezia, ...) è un autore di giochi italiano.
Lavora spesso in coppia con l'amico di scuola Francesco Nepitello, con cui ha realizzato giochi di ogni tipo, non solo da tavolo e di ruolo, ma anche alcuni giochi di carte.

## Biografia
Marco Maggi nacque a Venezia e fin dall'infanzia crebbe con una certa passione per i giochi a tema fantasy, come Dungeons & Dragons:
A circa 11 anni conobbe Francesco Nepitello quando entrambi frequentavano le scuole medie Istituto Cavanis di Venezia: anche lui amava molto le opere fantastiche, dal cinema al fumetto, e i due strinsero subito una grande amicizia. Dal 1991 decisero di entrare nel mondo lavorativo dei giochi da tavolo: in questo periodo incontrarono Alex Randolph, Dario De Toffoli e Leo Colovini, che diedero loro la possibilità di entrare in contatto con aziende ed editori differenti. Spinti dall'obiettivo di creare giochi per grandi e piccoli, nel 1993 realizzarono la loro prima opera, Lex Arcana, «una versione fantasy dell’Impero Romano», seguito da altri giochi, tra cui Nausicaä - Il gioco di ruolo (1995), basato sul film di Hayao Miyazaki Nausicaä della Valle del vento, e X-bugs (2001), che poi sarebbe divenuto Micro Mutants e che li fece conoscere a livello internazionale.
Nello stesso anno di Lex Arcana Maggi, con Nepitello, aprì La Città del Sole, a Mestre, interamente dedicato al mondo dei giocattoli. Ad esso seguirono numerosi altri locali sia a Venezia che a Padova. Infine, in concomitanza con lo stabilirsi nella stessa isola della Giudecca, i due decisero di gestire esclusivamente il negozio ivi fondato, La Lanterna Magica. Nel 2008 fondarono, sempre nell'isola, l'FM Game Studio, dove sviluppare i propri giochi.
Tra la fine degli anni novanta e l'inizio del Duemila, i due abbandonarono momentaneamente i giochi di ruolo per progettare giochi da tavolo «più “tradizionali” (alla Monopoly e Risiko, tanto per capirci)» Per Nexus Editrice, pubblicarono La guerra dell'anello (tratto da Il Signore degli Anelli di J.R.R. Tolkien) nel 2004, che si rivelò il loro più grande successo, vendendo più di centomila copie in tutto il mondo. Seguirono nel 2006 Marvel Heroes (gioco su licenza della Marvel) e nel 2009 L'era di Conan. Nel 2011 Maggi e Nepitello ritornarono al gioco di ruolo, con un altro titolo ispirato dall'opera tolkeniana, L'unico Anello,  la cui prima edizione venne curata dalla casa editrice irlandese Cubicle 7, mentre la pubblicazione in Italia fu affidata a Giochi Uniti.

## Premi e riconoscimenti
- Best of Show a Lucca Comics & Games 2004 per il Miglior gioco italiano per La guerra dell'anello[7]
- Best of Show a Lucca Comics & Games 2006 per il "Best of the Best" per Marvel Heroes[7]
- Candidato al Japan Boardgame Prize 日本ボードゲーム大賞 (?) 2005 per il miglior gioco avanzato per La guerra dell'anello[8]
- Premio Best of the Show 2009 Side Award per il Miglior Progetto Editoriale per L'Era di Conan: Il gioco di strategia[9]
- Golden Geek 2010 per Best Thematic Board Game e per Best Board Game Artwork/Presentation a War of the Ring Collector's Edition
- Charles S. Roberts Award 2010 per il miglior wargame fantasy o di fantascienza per War of the Ring Collector's Edition
- Best of Show a Lucca Comics & Games 2012 per il miglior gioco italiano per L’Unico Anello: Avventure Oltre Le Terre Selvagge[7]
- Golden Geek 2012 per Miglior arte e presentazione per L'Unico Anello[10]
- Candidato all'Origins Award 2012 per il miglior gioco di ruolo per L'Unico Anello[11]

## Opere

### Giochi di ruolo
Lex Arcana
- con Leo Colovini, Dario De Toffoli e Francesco Nepitello, Lex Arcana, Dal Negro, 1993
- con Leo Colovini, Dario De Toffoli e Francesco Nepitello, Schermo del Demiurgo, Dal Negro, 1993
- con Leo Colovini, Dario De Toffoli e Francesco Nepitello, Germania - I misteri degli Agri Decumates, Dal Negro, 1993
- con Leo Colovini, Dario De Toffoli e Francesco Nepitello, Carthago: L'ombra del divoratore, Lex Arcana Editrice, 1996
- con Marco Maggi e Giacomo Marchi, Lex Arcana Quickstart, Quality Games, 2018. Quickstart per la seconda edizione di Lex Arcana

L'Unico Anello (The One Ring Roleplaying Game):
- con Amado Angulo, Francesco Nepitello e Dominic McDowall-Thomas, The One Ring: Adventures over the Edge of the Wild, Cubicle 7 Entertainment, 2011

Altri
- con Francesco Nepitello, Nausicaä: Il gioco di ruolo, Nexus Editrice, 1995. Pubblicato in allegato a Kaos numero 32.

### Giochi da tavolo
- con Francesco Nepitello, 4x$4, Dal Negro, 2000. Gioco di corsa con il percorso costruito con le carte.
- con Francesco Nepitello, Goal, Dal Negro, 2000
- con Francesco Nepitello, Flying Circus, Dal Negro, 2001.
- con Francesco Nepitello, X-Bugs, Steve Jackson Games/Nexus Editrice, 2001. Variante del gioco delle pulci in cui i gettoni che si fanno saltare rappresentano alieni con poteri speciali.
- con Francesco Nepitello, UFO, Dal Negro, 2002. Gioco di carte
- con Leo Colovini e Francesco Nepitello, Hector and Achilles, Phalanx Games, 2003. Gioco di carte ispirato alla guerra di Troia
- con Roberto Di Meglio, Francesco Nepitello e Salvatore Pierucci, Marvel Heroes, Nexus Editrice/Fantasy Flight Games, 2006. I giocatori controllano un team di supereroi dell'universo Marvel nel proprio turno di gioco e un gruppo di supereroi malvagi nel turno degli avversari.
- con Francesco Nepitello, La bussola d'oro, Editrice Giochi, 2007. Tratto e con immagini dal La bussola d'oro
- con Francesco Nepitello, Micro Mutants: Evolution, Fantasy Flight Games, 2007. Una revisione del regolamento di X-Bugs
  - con Francesco Nepitello, Micro Mutants: Le Terrains!, Darwin Project, 2004
- con Roberto Di Meglio e Francesco Nepitello, La guerra dell'Anello (War of the Ring), Fantasy Flight Games/Nexus, 2004
  - con Roberto Di Meglio e Francesco Nepitello, La Guerra dell'Anello: Battaglie della Terza Era (War of the Ring: Battles of the Third Age), Fantasy Flight Games/Nexus, 2006. Espansione
  - con Roberto Di Meglio e Francesco Nepitello, La Guerra dell'Anello: I Signori della Terra di Mezzo (War of the Ring: Lords of Middle-earth), Ares Games/Red Glove, 2012.
  - con Roberto Di Meglio e Francesco Nepitello, War of the Ring: Warriors of Middle-earth, Ares Games, 2016
- con Leo Colovini e Francesco Nepitello, Star Wars Clone Wars: Das letzte Gefecht, Clementoni, 2008. Gioco basato sulla serie televisiva animata Star Wars: Clone Wars
- con Leo Colovini e Francesco Nepitello, Star Wars: Galaktische Schlachten, Clementoni, 2008. Un altro gioco basato su Star Wars: Clone Wars.
  - con Francesco Nepitello, Micro Mutants: Invasion, Fantasy Flight Games, 2010. Espansione per Micro Mutants.
- con Roberto Di Meglio e Francesco Nepitello, L'Era di Conan: Il gioco di strategia, Nexus Editrice, 2009. 
  - con Roberto Di Meglio e Francesco Nepitello, Adventures in Hyboria, Ares Games, 2016. Espansione del gioco
- con Roberto Di Meglio e Francesco Nepitello, War of the Ring Collector's Edition, Fantasy Flight Games, 2010.
- con Francesco Nepitello, Micro Monsters, Ares Games/Red Gloves, 2012. Un'altra variante del gioco delle pulci con meccaniche simili a X-Bugs
- con Francesco Nepitello, Hobbit Tales from the Green Dragon Inn, Cubicle 7 Entertainment, 2013. Gioco narrativo in cui i giocatori sono hobbit che raccontano le loro avventure illustrando con le carte pescate.
- con Francesco Nepitello, Venetia, Giochi Uniti/Stralibri, 2013
- con Francesco Nepitello, Teenage Mutant Ninja Turtles: Ninja-Flip, Kosmos, 2014
- con Francesco Nepitello, Barcelona: The Rose of Fire, Devir Games, 2016.
- con Roberto Di Meglio e Francesco Nepitello, La Battaglia dei Cinque Eserciti, Raven Distribution, 2014
- con Francesco Nepitello, Cthulhu Tales, Cubicle 7 Entertainmen, 2016. Gioco di narrazione di ispirato ai miti di Cthulhu in cui i giocatori sono ricoverati in un manicomio che devono raccontare le terrificanti esperienze che li hanno portati lì. Vince il paziente che riesce ad apparire più sano e riceve meno trattamenti. Reimplementazione di Hobbit Tales from the Green Dragon Inn.
- con Francesco Nepitello, Dalek Dice, Cubicle 7, 2016. Gioco di dadi in cui i giocatori controllano gli alieni della serie televisiva Doctor Who.
- con Francesco Nepitello e Gabriele Mari, La caccia all'Anello , Ares Games, 2017. Un giocatore controlla Frodo e i suoi compagni nel viaggio dalla Contea a Gran Burrone, mentre gli altri giocatori devono tentare di fermarlo usando i Nagzul.
- con Andrea Angiolino e Francesco Nepitello, Wings of Glory: Tripods & Triplanes, publisher, 2018